# Bledius debilis
Bledius debilis é uma espécie de insetos coleópteros polífagos pertencente à família Staphylinidae.
A autoridade científica da espécie é Erichson, tendo sido descrita no ano de 1840.
Trata-se de uma espécie presente no território português.